# Jürgen Weber
Jürgen Weber (ur. 14 stycznia 1928 w Münsterze, zm. 16 czerwca 2007 w Pou d’es Lleó na Ibizie) – niemiecki rzeźbiarz, tworzący w stylu realizmu i realizmu magicznego.

## Życiorys
Początkowo uczył się do zawodu odlewnika brązu. Później rozpoczął naukę w Studium Medycznym. W końcu podjął studia z zakresu historii sztuki i rzeźbiarstwa w Państwowej Akademii Sztuk Plastycznych (Staatliche Akademie der Bildenden Künste) w Stuttgarcie (studiował wraz z m.in. Ernstem Steinackerem). W 1960 r. przebywał na rzymskim stypendium Villa Massimo. Od 1961 r. aż do emerytury w 1996 r. pracował jako wykładowca w Katedrze Elementarnych Form Architektonicznych na Uniwersytecie Technicznym w Braunschweig. Oprócz działalności dydaktycznej zajmował się twórczością rzeźbiarską, pracując głównie w kamieniu i brązie.

## Ważniejsze dzieła rzeźbiarskie
- Portal w kościele św. Jakuba, Hamburg;
- Portal kościoła zamkowego św. Michała w Pforzheim (1959);
- Wyposażenie rzeźbiarskie w brązie (Zdjęcie z krzyża w ołtarzu, chrzcielnica, ambona z symbolem Ichthys, świecznik na paschał) w nowym ewangelickim kościele Pojednania (niem. Versöhnungskirche) w Wolfenbüttel (1963-1964);
- Wojna lub Pokój I Ameryka w John F. Kennedy Center for the Performing Arts w Waszyngtonie (1966-1971);
- Pierwszy krok, Klinika Miejska Wolfsburga w dzielnicy Klieversberg (1967);
- Dionizos, Braunschweig (1973);
- Fontanna, Braunschweig (1973-1974);
- Wielka Odmowa, Braunschweig (1975);
- Portal ratusza w Getyndze;
- Fontanna Hansa Sachsa – tzw. Karuzela Małżeńska (niem. Ehekarussell), Norymberga (1977 – 1981);
- Statek głupców, Hameln i Norymberga;
- Krucyfiks, Bugenhagenkirche w Braunschweig;
- Krucyfiks Drzewo życia, katedra w Magdeburgu (1988-1989);
- Fontanna św. Jerzego, Burglengenfeld (1995);
- Kolumna Pracy w dzielnicy Lebenstedt w Salzgitter (1989-1995);
- Krucyfiks w luterańskim kościele Pokoju w dzielnicy Arnum w Hemmingen (1991);
- Kolumna historyczna fontanny 2000-lecia miasta, Koblencja (2000);
- Kolumna 2000 Lat Chrześcijaństwa w Braunschweig (2006);
- Krucyfiks w kościele Świętej Trójcy w dzielnicy St. Georg w Hamburgu.